# Eleição municipal de Uberlândia em 1996
A eleição municipal de Uberlândia em 1996 ocorreu em 3 de outubro e 15 de novembro de 1996. O prefeito titular era Paulo Ferolla (PTB). Virgílio Galassi (PPB) foi eleito prefeito, vencendo no segundo turno o candidato Zaire Rezende (PMDB).

## Resultado da eleição para prefeito

### Primeiro turno
| Candidatos a prefeito         | Número | Coligação          | Votação | Percentual |
| ----------------------------- | ------ | ------------------ | ------- | ---------- |
| Virgílio Galassi PPB          | 11     | PPB, PFL, PSD, PRN | 98.373  | 44,69%     |
| Zaire Rezende PMDB            | 15     | PMDB, PT, PCdoB    | 94.623  | 42,99%     |
| Paulo Sérgio Ferreira PSDB    | 45     | PSDB, PL, PTB, PPS | 22.771  | 10,34%     |
| Chico Humberto PDT            | 12     | PDT                | 3.637   | 1,65%      |
| Manoel de Oliveira Junior PSC | 20     | PSC                | 687     | 0,31%      |

### Segundo turno
| Candidatos a prefeito | Número | Coligação          | Votação | Percentual |
| --------------------- | ------ | ------------------ | ------- | ---------- |
| Virgílio Galassi PPB  | 11     | PPB, PFL, PSD, PRN | 110.795 | 50,16%     |
| Zaire Rezende PMDB    | 15     | PMDB, PT, PCdoB    | 110.070 | 49,83%     |